# Collezione di Ottavio Costa

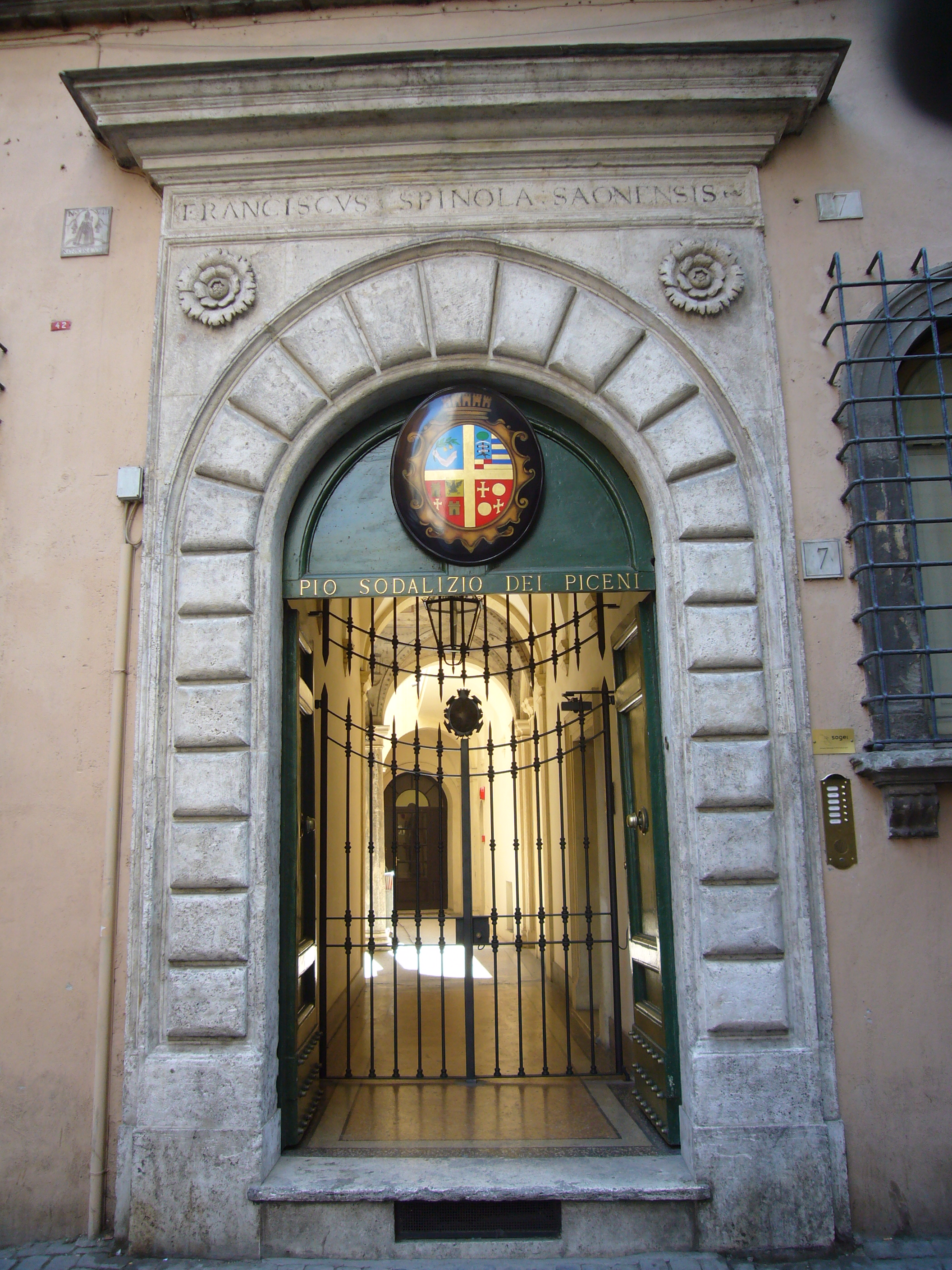
Palazzetto dei Piceni (già di proprietà dei Costa, poi venduto a Felice Peretti)

La collezione di Ottavio Costa è stata una collezione d'arte, tra le più note esistenti a Roma tra la fine del XVI e i primi del XVII secolo.
Nell'inventario del 1639 redatto alla morte del conte e banchiere genovese erano registrati tra i suoi beni un cospicuo numero di quadri, tra cui diversi del Caravaggio, costituenti la peculiarità della collezione medesima, nonché di Guido Reni, del Cavalier d'Arpino e Giovanni Lanfranco.

## Storia

### Cinquecento

#### L'arrivo a Roma di Ottavio Costa
Ottavio Costa risulta stabilmente a Roma, in via della Scrofa, dal 1574, dove si era stabilito presso la residenza del fratello Pier Francesco, futuro vescovo di Savona.
Il palazzo, che già dal 1519 era di proprietà della famiglia, fu acquistato per volere del nonno di Ottavio (Franceschetto Costa) in quanto desiderava una seconda proprietà nella città pontificia da tenere in contemporanea ad una prima che avevano già dal finire del Quattrocento presso San Lorenzo in Damaso, nel quartiere Parione. Quest'ultima poi fu venduta da Pier Francesco intorno al 1573 al cardinale Felice Peretti da Montalto, futuro papa Sisto V, che intendeva allargare gli spazi della propria abitazione, contigua a quella dei Costa, in modo da dare una sistemazione alla sorella Camilla.

#### L'espansione economica col banco Herrera & Costa
Dagli anni Settanta del Cinquecento si avviano su iniziativa probabilmente di Pier Francesco, che intanto aveva acquisito incarichi di prestigio nella Curia romana, le trattative costitutive della banca che i Costa assieme ai suoi soci savonesi di origine valenciana, gli Herrera, intendono aprire a Roma. Il 13 febbraio 1579 la banca in questione fu fondata da Ottavio (che deteneva il 44% delle quote) insieme a Juan Enriquez de Herrera (che ne deteneva il 56%) col nome Banco Herrera & Costa.
Contestualmente alla fondazione dell'istituto Ottavio prende residenza nell'edificio che poi comprerà nel 1592 assieme al suo socio dalla famiglia Spinola, anch'essa ligure, ossia il cosiddetto palazzetto dei Piceni.

### Seicento

#### Le commesse a Caravaggio

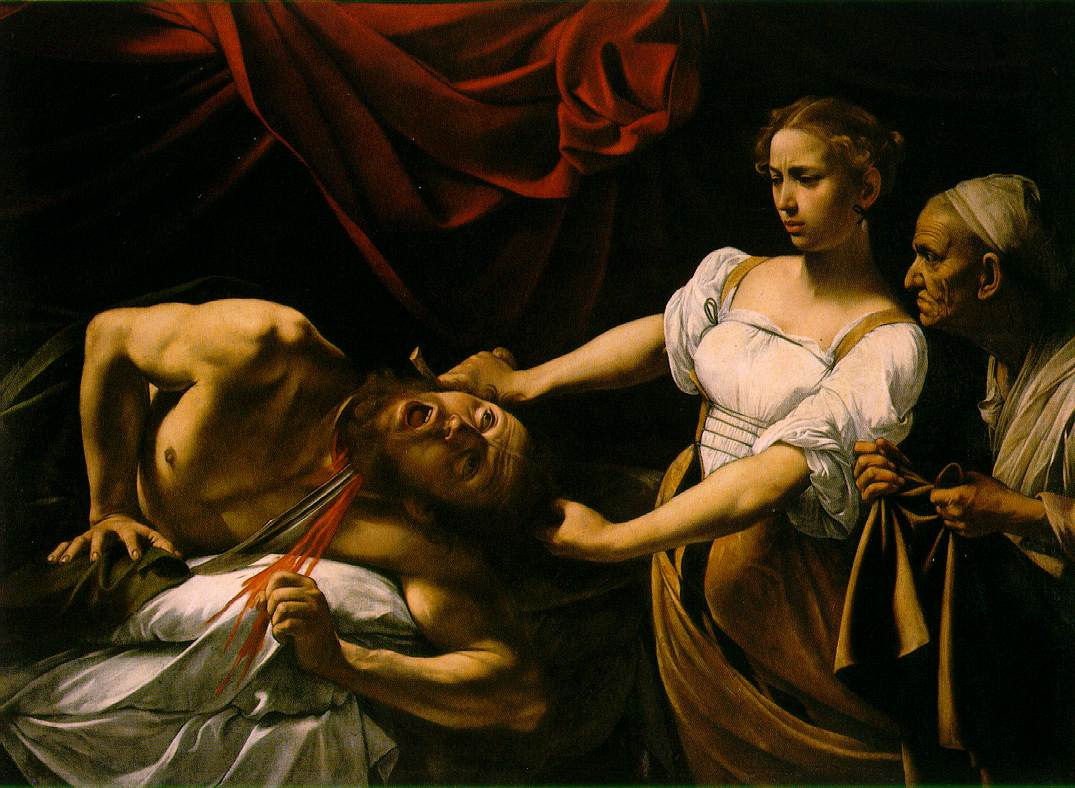
Caravaggio, Giuditta e Oloferne

Nel decennio successivo la società ebbe notevole fortuna ottenendo la gestione di diverse Depositerie, tra cui nel 25 gennaio 1591 quella della Camera Apostolica, nonché le finanze del cardinale e futuro papa Felice Peretti.

I successi in ambito economico furono ingenti tanto da dover essersi trasferiti, uffici e rispettive famiglie, già nel 1590 in una sede più spaziosa, quindi nel palazzo Gaddi Bandini in via del Banco di Santo Spirito. La residenza dei Piceni fu invece venduta intorno al 1593 ancora una volta a Felice Peretti, che lo donò a una nipote che andò in sposa con un esponente del casato Orsini di Bracciano.

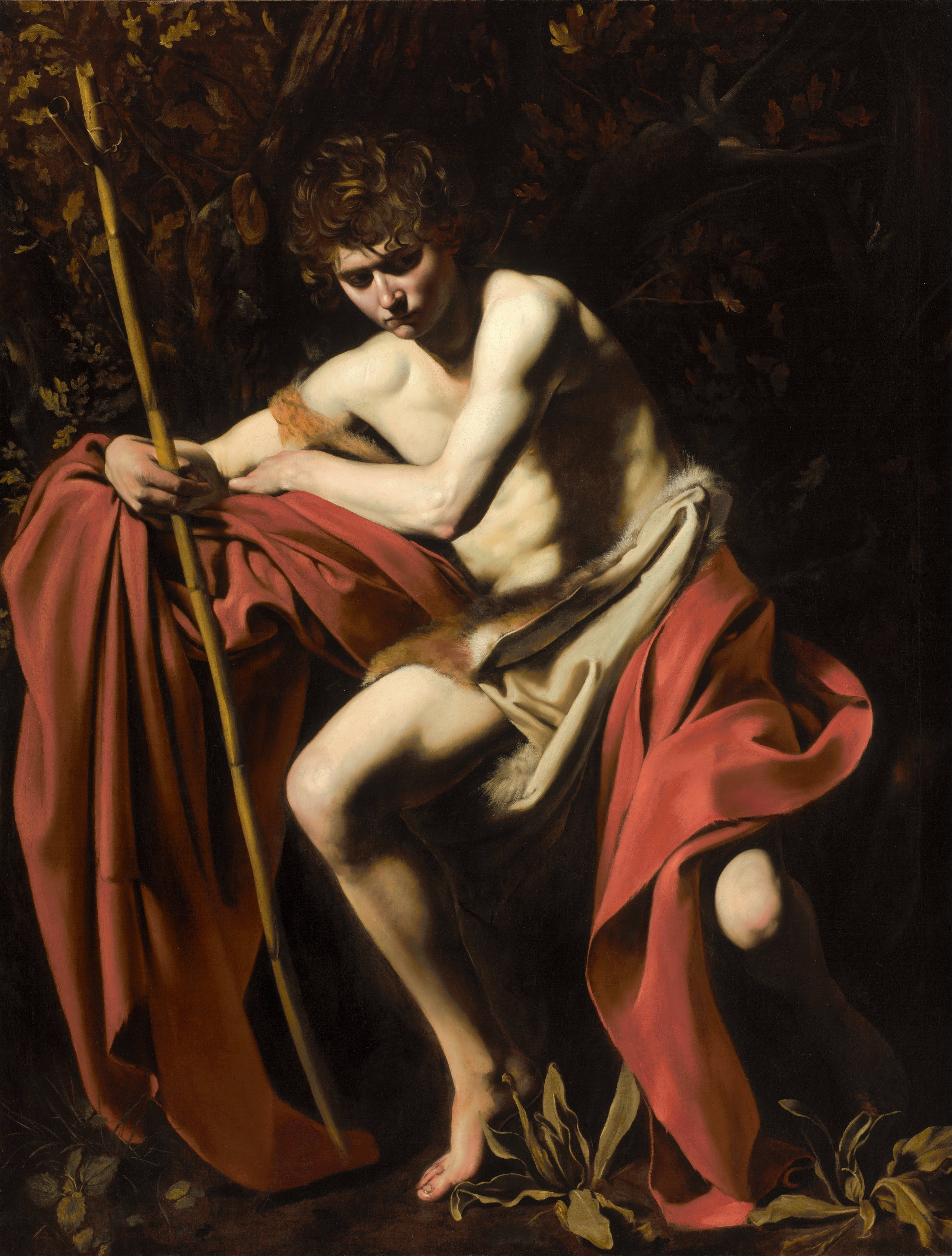
Caravaggio, San Giovanni Battista

Il successo in ambito economico viene trasposto anche nel campo collezionistico, in ordine alla funzione di status symbol che assumeva questo aspetto in quegli anni a Roma. Molte furono le opere che Ottavio commissionò per la propria collezione; tuttavia il sodalizio più importante che lo renderà noto sul panorama artistico italiano fu quello che instauro con un giovane Caravaggio. Il primo quadro acquistato dal Merisi fu il San Francesco in estasi, poi segue la Giuditta e Oloferne, che sembra esser stato realizzato proprio dietro commissione del banchiere ligure, e poi il San Giovanni Battista, cui con ogni probabilità sembra riferirsi il pagamento a titolo di acconto di ducati 20 che ricevette il Merisi nel 1602.
Nei primi del Seicento Ottavio scopre di essere gravemente ammalato, quindi stila il 6 agosto del 1606 il primo dei cinque inventari che interesseranno le sue raccolte personali. In questo documento compaiono tre dipinti del Caravaggio, forse quattro se si include anche una Marta e Maria Maddalena citata, più altre copie antiche e repliche più o meno autografe di suoi lavori, dei quali due di questi furono donati agli amici e tutori testamentari Ruggero Tritonio, abate segretario del cardinale Alessandro Montalto, e Juan de Herrera, rispettivamente un San Francesco stimmatizzato (quasi certamente quello oggi a Udine) e una Marta e Maddalena.

Un altro dipinto del Caravaggio che passa per le mani del banchiere nel 1606 è la Cena in Emmaus (versione di Milano), che però l'uomo non tratta per sé, ma che per il marchese Patrizi presso la cui collezione è destinato.

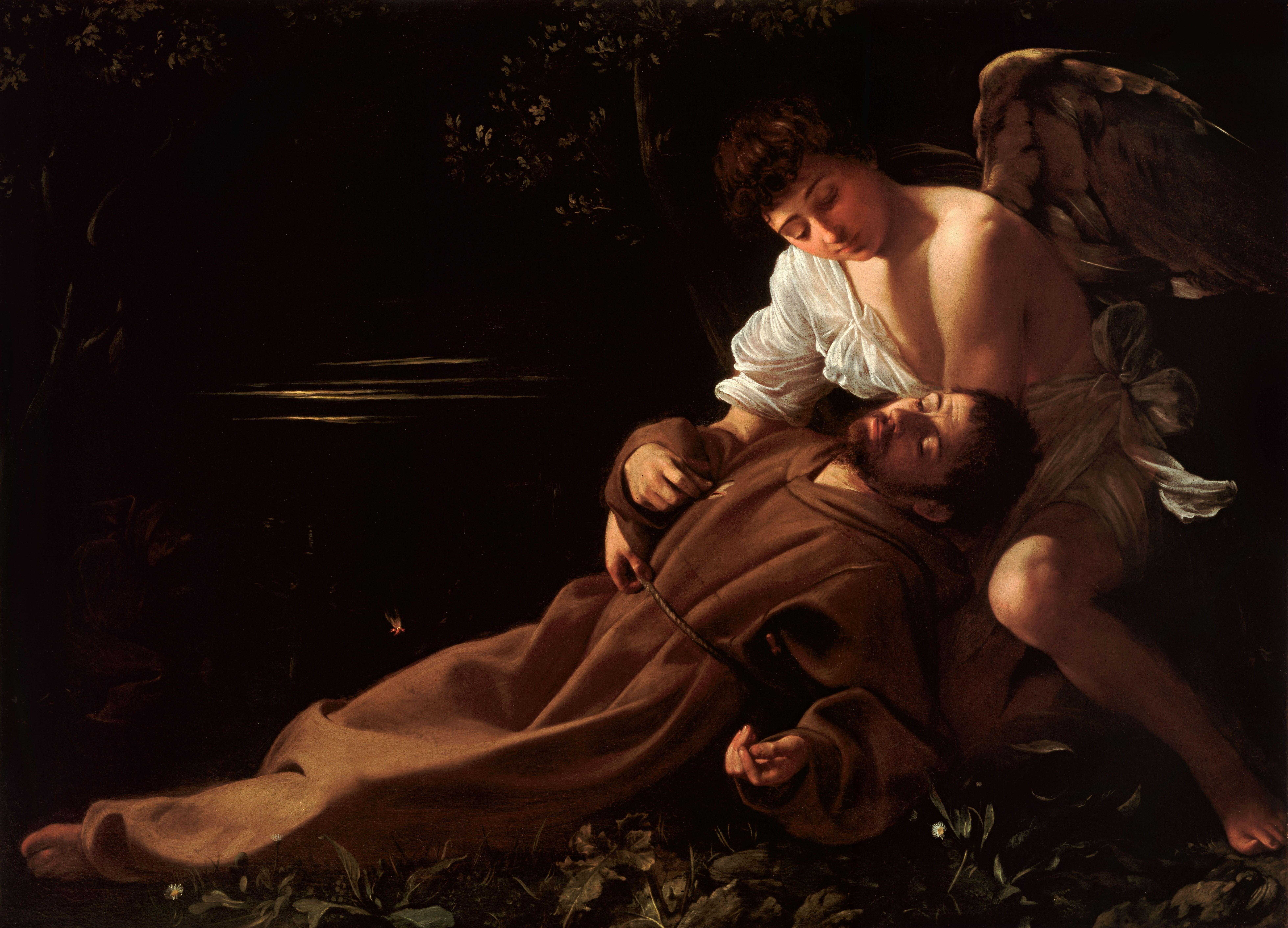
Caravaggio, San Francesco riceve le stimmate

Alla morte di Juan de Herrera, nel 1610, Ottavio decise di lasciare la gestione del banco a suo figlio Giovanni Antonio, in società con l'erede di Juan, Pietro de Herrera, cui fu dato in sposa una delle figlie di Ottavio, Luisa.

#### Il declino
Nel 1619 il banco chiuse per bancarotta e il conte si impegnò finanziariamente per risarcire i creditori del figlio. Palazzo Gaddi-Bandini fu lasciato in favore di un altro edificio in piazza Fiammetta (a nord del Tevere, nei pressi di piazza Navona). Dal 1626 invece Ottavio è registrato presso il palazzo Pichi, probabilmente in fitto, vicino a Campo de' Fiori e Sant'Andrea della Valle, dove si trova collocata tutta la sua collezione di quadri. Allo stesso anno risale con molta probabilità la cessione di un'altra villa, posta fuori dal centro storico, come tutti gli altri immobili in suo possesso, che poi fu utilizzata per ospitare il monastero delle suore di Santa Lucia in Selci.
Per le sue proprietà in Liguria, cui rimase sempre profondamente legato, commissionò a Guido Reni il Martirio di Santa Caterina, destinato alla chiesa parrocchiale del suo feudo di Conscente, e a Giovanni Lanfranco il Miracolo di san Verano per la cappella di famiglia nella cattedrale di Albenga. Entrambe le opere sono ora custodite al Museo diocesano della città ligure. In Liguria protesse e mantenne anche un pittore, Bernardo Rebaudo, che svolse a tutti gli effetti il ruolo di pittore di famiglia, decorando il palazzo Costa di Albenga e dipingendo ritratti e alberi genealogici della casata. Fu inoltre Ottavio a far collocare nella piazzetta dei Leoni della stessa città, davanti al suo palazzo, le tre sculture che le danno il nome. Importante fu anche la serie di copie di pregio che commissionò, tra le quali figura la copia del San Giovanni di Caravaggio a Kansas City, pensata per la cappella familiare e oggi conservata sempre nel Museo diocesano di Albenga.
Nel 1629 Ottavio istituisce un fidecommesso di primogenitura con lo scopo di tutelare l'integrità del suo patrimonio, immobiliare e non, dislocato tra Albenga e Roma. Già nel 1631 il testamento trova attuazione e quindi la collezione d'arte passa al quintogenito Benedetto (i primi due figli erano femmine, il terzogenito si diede alla carriera ecclesiastica mentre il quarto divenne cavaliere dell'ordine di Malta). Questi si rivela tuttavia avere una personalità alquanto inadatta a gestire tutto il patrimonio di famiglia, pertanto il Costa con un ulteriore testamento del 1632 demanda la gestione dei beni ad Ambrogio, il terzogenito porporato, che verrà sostituito poi nel 1638 con un ulteriore lascito che vedrà l'eredità esser assegnata dapprima al primogenito di Benedetto, Ottavio, e poi con un altro atto ancora, del 1639, al secondogenito Filippo (inizialmente candidato lui all'eredita ma poi sostituito dal fratello perché si rivelò essere un bambino non in perfetta salute).
I tutori del lascito, in attesa della maggiore età di Filippo, furono i figli di Ottavio Costa, Ambrogio e Pier Francesco (questi che fu vescovo di Savona), la nuora Maria Cattaneo e l'amico Cassiano dal Pozzo (noto mecenate della Roma del XVI-XVII secolo amico e imparentato con Ottavio in quanto un suo figlio, Antonio Carlo, sposò una delle figlie del banchiere, Teodora).

#### L'inventario del 1639

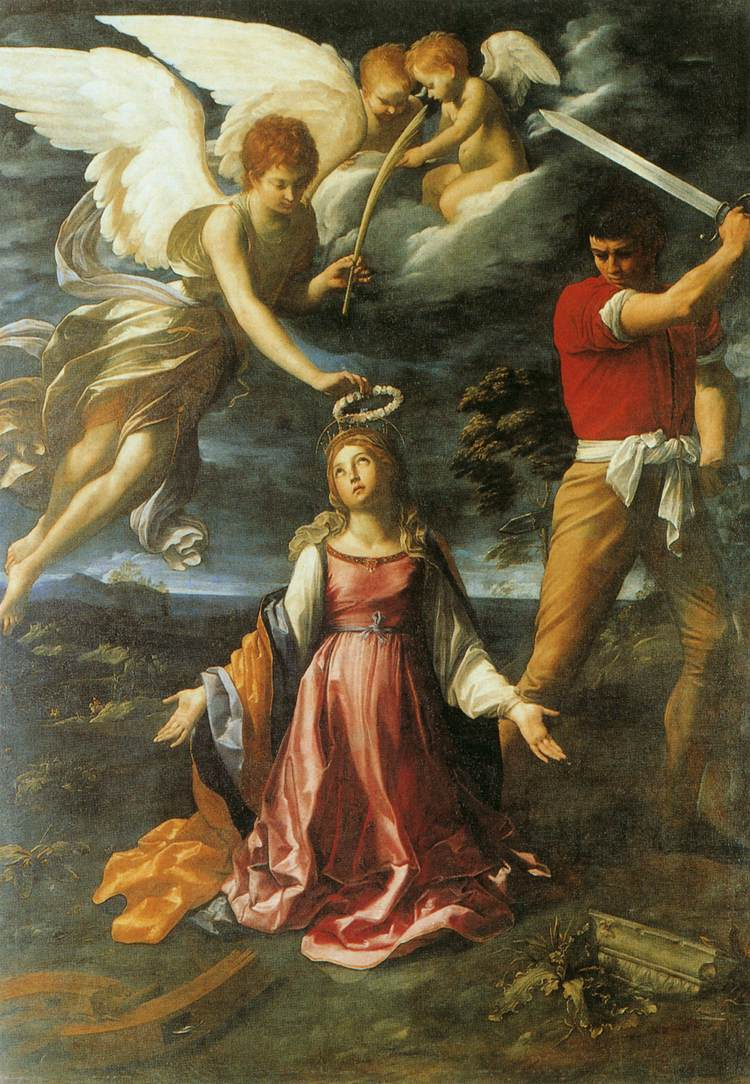
Guido Reni, Martirio di santa Caterina d'Alessandria

L'inventario delle proprietà di Ottavio e dei suoi beni redatto in circostanza della morte testimoniano la presenza di un cospicuo numero di opere d'arte che, tuttavia, mancano dell'indicazione puntale degli autori di gran parte delle pitture e che pertanto rendono difficile stabilire con sicurezza quali siano state effettivamente in suo possesso e quale sia stato il loro destino. Ciò non valse invece per i tre quadri di Caravaggio e per altre copie di suoi dipinti, il quale autore era sempre opportunamente segnalato accanto ai titoli delle sue opere: Giuditta e Oloferne, ora a Palazzo Barberini, il San Francesco in estasi, oggi ad Hartford, e il San Giovanni di Kansas City.
L'inventario del 1639 cita quindi tra i beni anche il San Francesco, che in realtà sarebbe stato donato a Ruggero Tritonio già nel 1606. Pertanto due sono i possibili scenari che si aprono sulla questione: o il dipinto donato era l'originale (e tale veniva considerato anche nell'inventario redatto prima della morte di Tritonio, nel 1612) per poi, a seguito del decesso, farne fare una copia per volere dello stesso Tritonio così da restituire l'originale ai Costa, tant'è che una versione risulta segnalata fino al 1857 presso gli eredi di Ottavio, finché non è giunto a Hartford, mentre la copia è pervenuta a Udine tramite gli eredi di Ruggero, oppure a Tritonio è stata donata già in origine la copia autografa, mentre ai Costa è rimasto in mano sempre il quadro autografo del Merisi.
Nel testamento era indicata un'esplicita volontà di Ottavio, già scritta in un altro atto del 1632,  di vietare la vendita delle pitture del Caravaggio, di Guido Reni e del Cavalier d'Arpino che si trovavano nella sua residenza di Roma: «Item prohibisce espressamente l'alienatione, et distrattione di tutti li suoi quadri di qualsivoglia qualità, et valore, et in particolare di quelli, che si trova in Roma, opera del Caravaggio, Giuseppin [Cavalier d'Arpino], e Guido quali assieme con tutti l'altri dispone, et vuole, che seguita la sua morte siano mandati in Albenga dove debbano esser tenuti, et conservati perpetuamente per ornamento di quelle habitationi, et decoro de' suoi successori».
Sempre secondo le volontà di Ottavio, inoltre, la collezione sarebbe dovuta essere trasferita tutta ad Albenga nel giro di un anno, nelle cui proprietà erano comunque già presenti quadri, per lo più ritratti di famiglia e di altre casate amiche, come i Doria e i Savoia. Tuttavia le dispute giudiziarie che seguirono, invece, fecero sì che la raccolta romana non si spostò mai dalla città pontificia e che quindi i quadri che la costituivano passarono in eredità alla sua numerosa discendenza fino a disperdersi tra musei e raccolte private del mondo.

#### La dispersione della collezione

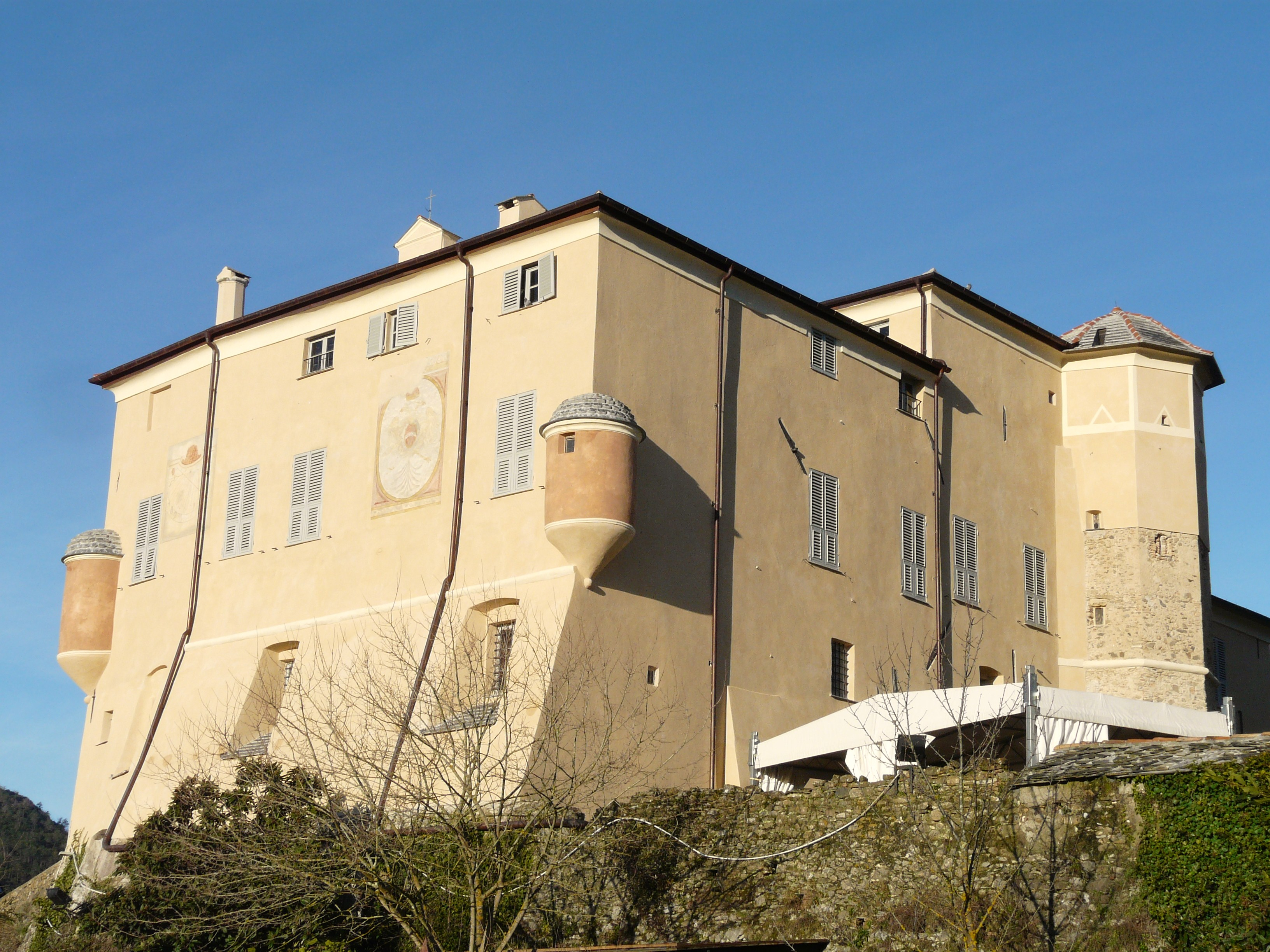
Il castello Costa-del Carretto di Garlenda

Dopo la morte di Ottavio si intraprese una lite familiare, risolta solo in tribunale, che vedeva i due esclusi dal lascito contendere con i due prescelti la collezione d'arte: quindi da un lato Benedetto Costa e il primogenito Ottavio, dall'altro la moglie del primo Maria Cattaneo e il secondogenito erede Filippo. La lite si protrasse fino al 1664, causando nel frattempo l'allontanamento della tutela testamentaria di Cassiano dal Pozzo, con la vittoria di Benedetto (che però morì già nel 1659 anch'egli) e Ottavio, che acquisirono il titolo di primogenitura e tutte le proprietà di Albenga. Maria Cattaneo tuttavia non seguì le nuove disposizioni e, venendo a mancare il marito già nel 1659, rimase a Roma con i quadri di Ottavio.
Nel 1687 Maria muore (Filippo era intanto già morto dal 1684) e nel testamento lascia i suoi beni, quindi quelli di Ottavio, al marito della figlia primogenita Clelia, Camillo Del Palagio. Nel 1698 muore anche il primogenito Ottavio e quindi il diritto di primogenitura e la titolarità del fedecommesso passa all'altro fratello Pier Francesco, che tuttavia non avrà prole.

### Settecento
Morto nel 1723 anche Pier Francesco, la linea maschile Costa si estingue; Ottaviano del Carretto, figlio di Bianca Costa, in forza del diritto del fidecommesso diventa titolare della primogenitura. A questo punto la collezione si divise tra le sentenze di diritto e quelle di fatto sancite da Maria Cattaneo, pertanto la raccolta viene smembrata e data alla famiglia del Carretto, cui andranno tutti i beni liguri (anziché l'interezza della collezione), e a quella Del Palagio, cui andranno tutti i beni romani.
Nel 1732 viene redatto un ulteriore inventario più puntale con anche le assegnazioni dei quadri, le dimensioni e le stime in termini economici, dove quelli di maggior valore erano proprio i Caravaggio (la Giuditta e Oloferne, segnata col n. 37, ancora oggi impresso sulla cornice, valutata 300 scudi, il San Giovanni Battista, valutato 150 scudi e il San Francesco valutato 100 scudi). La diatriba legale riprese ancora con gli eredi, da un lato la famiglia Orrigo-Del Palagio e dall'altro i del Carretto, trovando definitivo accordo solo nel 1742, allorché tutta la collezione di Ottavio rimasta alla prima famiglia doveva essere trasferita alla seconda. Tuttavia anche questa volta il passaggio di consegne non avvenne mai, presumibilmente anche perché vi fu un accordo economico sottobanco tra le parti, pertanto la collezione non lasciò mai Roma.

### Ottocento e Novecento
Nel 1834 viene stilato un ultimo testamento in favore dell'Arciconfraternita degli Operai della Divina Pietà di Roma, che sarà l'ultima proprietaria della raccolta che fu di Ottavio Costa prima della definitiva dispersione dei singoli pezzi.
Il cavaliere Antonio De Cinque, parente di Ferdinando (l'allora camerlengo della Congregazione), acquista un intero blocco delle opere già Costa per una cifra pari a 500 scudi, tra cui i tre Caravaggio, che furono messe all'asta dallo stesso ente per far fronte alle spese da sostenere per attuare lo scopo dell'assistenza benefica. Il San Giovanni Battista e il San Francesco con le stimmate ricompaiono nel mercato d'antiquariato intorno al 1875, mentre la Giuditta e Oloferne rimase in collezione De Cinque fino al 1971, quando fu venduta dal bisnipote di Antonio allo Stato italiano.

## Elenco delle opere (non completo)
- Anonimo, Martirio di sant'Erasmo, chiesa della Natività di Maria Santissima, Garlenda
- Anonimo, Nascita della Vergine, chiesa della Natività di Maria Santissima, Garlenda
- Caravaggio, Giuditta e Oloferne, Gallerie nazionali d'arte antica di palazzo Barberini, Roma
- Caravaggio, Marta e Maria Maddalena, non rintracciata (non è identificabile con quella oggi all'Institute of Arts di Detroit in quanto quest'ultima proveniente dalla collezione Aldobrandini o, secondo una parte della critica, dalla collezione del cardinal Del Monte)
- Caravaggio, San Francesco riceve le stimmate, Wadsworth Atheneum, Hartford
- Caravaggio, San Francesco riceve le stimmate, Museo civico, Udine* Caravaggio, San Giovanni Battista, Nelson Atkins Museum of Art, Kansas City
- Caravaggio (copia da), San Giovanni Battista, Museo diocesano, Albenga
- Cavalier d'Arpino, Cristo nell'orto (non identificato)
- Cavalier d'Arpino, Noli me tangere (non identificato)
- Antoon van Dyck, Ritratto della marchesa Durazzo (Luisa Costa?), MET, New York
- Guido Reni, Martirio di santa Caterina d'Alessandria, Museo diocesano, Albenga (opera pubblica)
- Giovanni Lanfranco, San Verano sconfigge il serpente, Museo diocesano, Albenga (opera pubblica)
- Jusepe de Ribera(cerchia di), San Girolamo (non identificato)
- Jusepe de Ribera (cerchia di), San Giovanni Battista (non identificato)
- Jan Roos, Ritratto di Luisa Costa, collezione Cassa di Risparmio di Genova e Imperia, Genova

## Albero genealogico degli eredi della collezione
Segue un sommario albero genealogico degli eredi della collezione di Ottavio Costa, dove sono evidenziati in grassetto gli esponenti della famiglia che hanno ereditato, custodito, o che comunque sono risultati influenti nelle dinamiche inerenti alla collezione d'arte. Per semplicità, il cognome Costa viene abbreviato a "C.".
| | | |                                                   |                                                        |                                                        |                                                                      |                                                                      | | | |                               |                                                                                |                                                                                |                                                           |                                                           |                               |                               |
| | | |                                                   |                                                        |                                                        |                                                                      |                                                                      | Ottavio C. (1534-1639) | | |                               |                                                                                |                                                                                |                                                           |                                                           |                               |                               |
| | | |                                                   |                                                        |                                                        |                                                                      |                                                                      | | | |                               |                                                                                |                                                                                |                                                           |                                                           |                               |                               |
| | | |                                                   |                                                        |                                                        |                                                                      |                                                                      | | | |                               |                                                                                |                                                                                |                                                           |                                                           |                               |                               |
| Teodora C. (1608-...) (sposò Antonio dal Pozzo, fratello di Cassiano dal Pozzo, da cui ereditò la collezione d'arte) | Teodora C. (1608-...) (sposò Antonio dal Pozzo, fratello di Cassiano dal Pozzo, da cui ereditò la collezione d'arte) | Ambrogio C. (1605-1671) (abate) | Ambrogio C. (1605-1671) (abate)                   | Antoniotto C. (1604-1674) (divenne Cavaliere di Malta) | Antoniotto C. (1604-1674) (divenne Cavaliere di Malta) | Benedetto C. (1603-1659) (sposò Maria Cattaneo)                      | Benedetto C. (1603-1659) (sposò Maria Cattaneo)                      | | Luisa C. (1599-1677) (sposò Pietro de Herrera, figlio del socio e amico in affari di Ottavio, Juan de Herrera)                                                   | Luisa C. (1599-1677) (sposò Pietro de Herrera, figlio del socio e amico in affari di Ottavio, Juan de Herrera) |                               | Bianca C. (1595-...) (sposò Ottaviano del Carretto)                            | Bianca C. (1595-...) (sposò Ottaviano del Carretto)                            | Pier Francesco C. (1594-1653) (divenne vescovo di Savona) | Pier Francesco C. (1594-1653) (divenne vescovo di Savona) | ...e altri 7 fratelli/sorelle | ...e altri 7 fratelli/sorelle |
| | | |                                                   |                                                        |                                                        |                                                                      |                                                                      | | | |                               |                                                                                |                                                                                |                                                           |                                                           |                               |                               |
| | | |                                                   |                                                        |                                                        |                                                                      |                                                                      | | | |                               |                                                                                |                                                                                |                                                           |                                                           |                               |                               |
| | | Clelia C. (1641-1719) (sposò Camillo del Palagio) | Clelia C. (1641-1719) (sposò Camillo del Palagio) | Pier Francesco C. (1639-1723)                          | Pier Francesco C. (1639-1723)                          | Filippo C. (1637-1684) (Ottavio C. lo nominò erede della collezione) | Filippo C. (1637-1684) (Ottavio C. lo nominò erede della collezione) | Ottavio C. (1634-1698) (avviò con il padre una diatriba legale avverso il fratello Filippo e la madre in merito al diritto di primogenitura, che vinse nel 1664) | Ottavio C. (1634-1698) (avviò con il padre una diatriba legale avverso il fratello Filippo e la madre in merito al diritto di primogenitura, che vinse nel 1664) | ...e altri 2 fratelli/sorelle                                                                                  | ...e altri 2 fratelli/sorelle | Dalla discendenza del Carretto fu ereditata la collezione ligure di Ottavio C. | Dalla discendenza del Carretto fu ereditata la collezione ligure di Ottavio C. |                                                           |                                                           |                               |                               |
| | | |                                                   |                                                        |                                                        |                                                                      |                                                                      | | | |                               |                                                                                |                                                                                |                                                           |                                                           |                               |                               |
| | | |                                                   |                                                        |                                                        |                                                                      |                                                                      | | | |                               |                                                                                |                                                                                |                                                           |                                                           |                               |                               |
| | | Dalla discendenza Del Palagio fu ereditata la collezione romana di Ottavio C. |                                                   |                                                        |                                                        |                                                                      |                                                                      | | | |                               |                                                                                |                                                                                |                                                           |                                                           |                               |                               |
| | | |                                                   |                                                        |                                                        |                                                                      |                                                                      | | | |                               |                                                                                |                                                                                |                                                           |                                                           |                               |                               |
| | | |                                                   |                                                        |                                                        |                                                                      |                                                                      | | | |                               |                                                                                |                                                                                |                                                           |                                                           |                               |                               |
| | | ... Nel 1834 gli eredi Orrigo-Del Palagio lasciarono per testamento la collezione all'Arciconfraternita degli Operai della Divina Pietà di Roma, che si occupò poi della vendita dei singoli pezzi della raccolta |                                                   |                                                        |                                                        |                                                                      |                                                                      | | | |                               |                                                                                |                                                                                |                                                           |                                                           |                               |                               |